# Bérchules
Bérchules là một đô thị trong tỉnh Granada, Tây Ban Nha.
36°59′B 3°11′T / 36,983°B 3,183°T
- Streetmap Berchules Lưu trữ ngày 31 tháng 10 năm 2007 tại Wayback Machine
- Casa Rural B&B El Paraje
- Hotel Los Bérchules